# منتخب تشيلي لكرة القاعدة
منتخب تشيلي لكرة القاعدة هو ممثل تشيلي الرسمي في المنافسات الدولية في كرة القاعدة
.